# Scipione Provaglio

Stemma Provaglio

Scipione Provaglio (... – Brescia, 16 marzo 1534) è stato un politico italiano.

## Biografia
Membro della nobile famiglia bresciana dei Provaglio, fu un giureconsulto di grande talento.
Prestò servizio presso la Repubblica di Venezia, la quale gli affidò nel 1503 la trattativa con i mercenari svizzeri.
Nel 1509 fu responsabile dell'accoglienza dei francesi a Brescia. In seguito imprigionato dagli stessi venne incluso tra gli ostaggi da inviare a Milano. Venne poi liberato grazie all'aiuto di esponenti della famiglia Gambara.
Il  7 settembre 1519 sposava la giovane bergamasca Giulia Ghislandi figlia unica ed erede del giurista Benedetto, già vedova di Guidone Sanseverino signore di Pandino. Pochi giorni dopo il matrimonio, il 17 settembre, come atto di omaggio la città di Bergamo conferiva al Provaglio la cittadinanza e lo ammetteva nel consiglio della città, ruolo che era stato coperto dal suocero.
Nel 1521 venne eletto come rappresentante della città di Brescia presso il comando generale dell'esercito veneto, per poi trovarsi due anni dopo a servizio delle truppe di Leonardo Emo, stanziate a difesa del confine sull'Oglio presso Pontevico.
Nel 1523 fu uno dei tre rappresentanti bresciani presenti alla nomina a doge di Andrea Gritti a Venezia.
Fece costruire la chiesa di S. Maria in Colle ed il convento presso il colle Calvario a Saiano.
Moriva a Brescia il 16 marzo 1534 e veniva sepolto nella chiesa di S. Alessandro, di lui ne farà una relazione Marco Andreis Beretta, cronista del tempo e amico e testimone di nozze